# Babos Tímea
Babos Tímea (Sopron, 1993. május 10. –) párosban világelső magyar hivatásos teniszezőnő, párosban háromszoros világbajnok, négyszeres Grand Slam-tornagyőztes, háromszoros junior Grand Slam-tornagyőztes és ifjúsági olimpiai bronzérmes, kétszeres olimpikon.
A 2017-es WTA Finals páros győzteseként az első magyar női teniszvilágbajnok. Világbajnoki címét 2018-ban és 2019-ben is Kristina Mladenoviccsal párban megvédte. Kristina Mladenoviccsal az oldalán első magyar női teniszezőként megnyerte a 2018-as Australian Open női páros versenyét, és 33 évvel Temesvári Andrea győzelme után a 2019-es Roland Garroson is megszerezte a trófeát.
Profi karrierjét 2011-ben kezdte. Pályafutása során egyéniben három, párosban 27 WTA-tornát nyert meg, valamint egyéniben és párosban is egy-egy WTA 125K Challenger tornán győzött. Emellett egyesben 15, párosban 14 alkalommal diadalmaskodott a különböző ITF-versenyeken. A juniorok között párosban háromszoros Grand Slam-győztesnek mondhatja magát, mindháromszor az amerikai Sloane Stephens volt a partnere, ezen kívül még kétszer játszott juniorként Grand Slam-döntőt. A felnőttek között az első Grand Slam-tornáját 2012-ben a Roland Garroson játszotta, ahol egyéniben az első körben, párosban a második fordulóban búcsúzott, oldalán a tajvani Hszie Su-vejjel. A Grand Slam-tornákon legjobb eredményét párosban a 2018-as Australian Open, a 2019-es Roland Garros, a 2020-as Australian Open, valamint a 2020-as Roland Garros megnyerésével érte el, emellett Wimbledonban két alkalommal, 2014-ben és 2016-ban, valamint a 2018-as US Openen is a döntőbe jutott. Vegyes párosban két alkalommal játszott döntőt, 2015-ben Wimbledonban és a 2018-as Australian Openen. Egyéniben a legjobb Grand Slam-tornaeredményét 2016-ban a US Openen érte el, amikor a 3. körig jutott, és ott kapott ki három játszmában a román Simona Haleptől.
2015-ben a magyar teniszsport történetében elsőként indulási jogot nyert a WTA Finals párosok mezőnyébe Kristina Mladenovic partnereként. 2017-ben Andrea Hlaváčkovával párban megnyerték az év végi világbajnokságot. Ezzel ő lett az első magyar, aki ezt a címet elérte. Az Australian Openen ő az első magyar, aki a felnőttek mezőnyében tornagyőzelmet szerzett, és az első magyar a teniszsport történetében, aki a világranglista élére került.
Az egyéni világranglistán az eddigi legjobb helyezése a huszonötödik amelyet 2016. szeptember 19-én ért el. Párosban a legjobb helyezése az 1. hely, amelyre először 2018. július 16-án került, és megszakítással 2018. október 21-ig összesen 13 héten keresztül állt a világranglista élén.
2011 februárjában bemutatkozott a magyar Fed-kupa-válogatottban is.

## Pályafutása

### Junior évei
A 2010-es Australian Openen, oldalán a kanadai Gabriela Dabrowskival döntőt játszott a juniorok páros versenyében. 2010. június 5-én az amerikai Sloane Stephensszel megnyerték a juniorok között a Roland Garros páros versenyét, egy hónappal később pedig a wimbledoni tornát is. Ugyanabban az évben a US Openen is diadalmaskodtak, úgy, hogy a finálét az ellenfél visszalépése miatt már nem kellett lejátszaniuk.
A 2010. évi nyári ifjúsági olimpiai játékokon bronzérmet szerzett a belga An-Sophie Mestach párjaként. Egyesben a negyedik helyen végzett.

### Junior Grand Slam döntői

#### Páros

##### Győzelmek (3)
| Év   | Bajnokság     | Borítás | Partner         | Ellenfél                                  | Eredmény         |
| ---- | ------------- | ------- | --------------- | ----------------------------------------- | ---------------- |
| 2010 | Roland Garros | Salak   | Sloane Stephens | Lara Arruabarrena María Teresa Torró Flor | 6–2, 6–3         |
| 2010 | Wimbledon     | Fű      | Sloane Stephens | Irina Hromacsova Elina Szvitolina         | 6–7(7), 6–2, 6–2 |
| 2010 | US Open       | Kemény  | Sloane Stephens | An-Sophie Mestach Silvia Njirić           | játék nélkül     |

##### Elveszített döntők (2)
| Év   | Bajnokság       | Borítás | Partner            | Ellenfél                             | Eredmény         |
| ---- | --------------- | ------- | ------------------ | ------------------------------------ | ---------------- |
| 2009 | Roland Garros   | Salak   | Heather Watson     | Elena Bogdan Noppawan Lertcheewakarn | 6–3, 3–6, [8–10] |
| 2010 | Australian Open | Kemény  | Gabriela Dabrowski | Jana Čepelová Chantal Škamlová       | 6–7(1), 2–6      |

### Profi évei

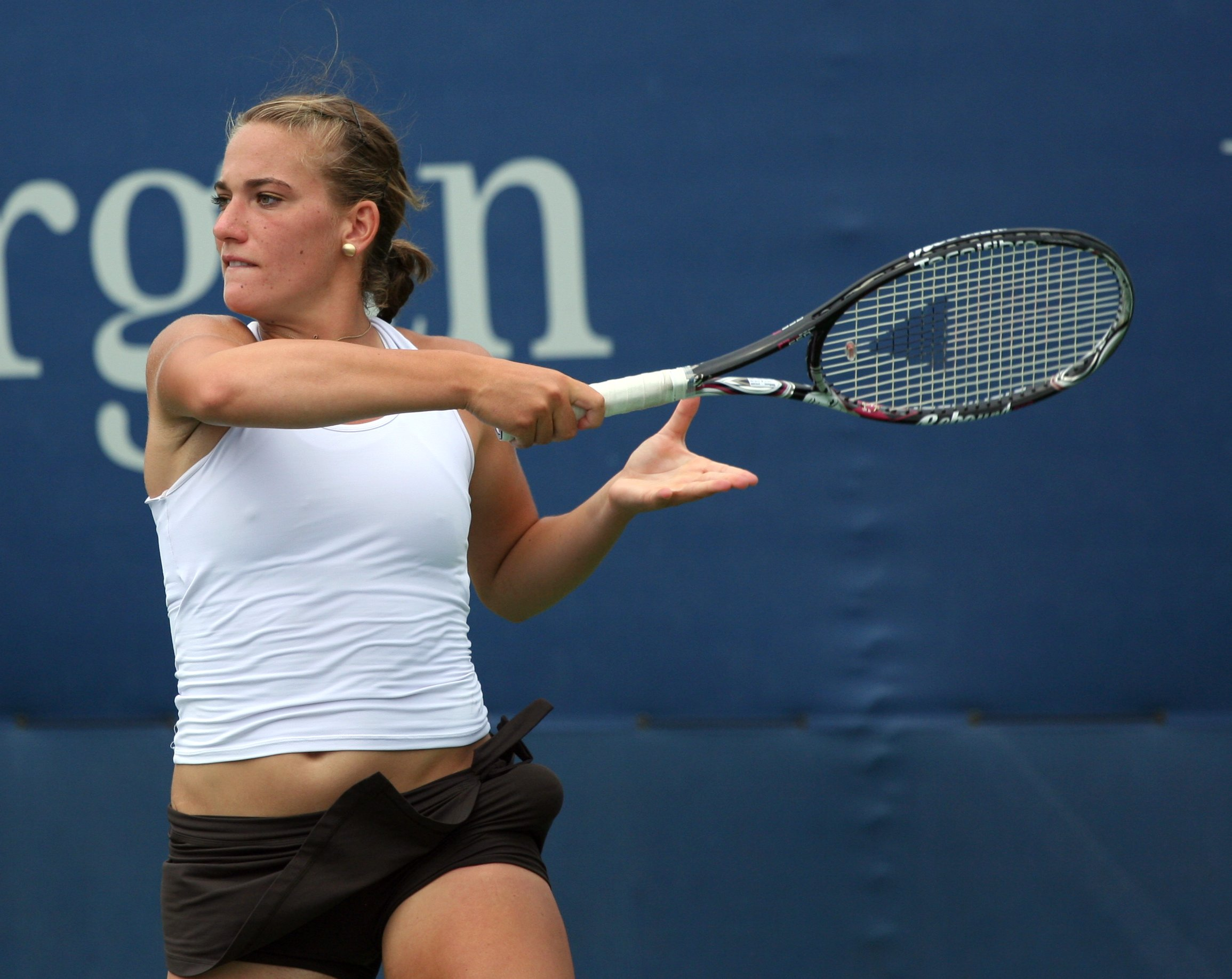

Eddigi legnagyobb sikerét a felnőttek között 2012 februárjában érte el, Monterreyben, ahol megnyerte élete első WTA-tornáját, legyőzve többek között a második fordulóban a harmadik kiemelt Sorana Cîrsteát 4–6, 6–4, 6–2-re, az elődöntőben a második kiemelt Sara Erranit 6–4, 6–7(3), 6–4-re, a fináléban pedig a román Alexandra Cadanțut 6–4, 6–4-re. Teljesítményével először került be a legjobb 100 közé a világranglistán, a százhetedik helyről a hatvannyolcadikra ugorva. 2008 júniusa óta ez volt a legjobb Top 100-as debütálás a női mezőnyben.
2012-ben párosban is sikerült megszereznie első WTA-győzelmét, mivel a tajvani Hszie Su-vejjel megnyerte a birminghami versenyt. A döntőben nagy meglepetésre a világelső Liezel Huber–Lisa Raymond-kettőst győzték le 7–5, 6–7(2), [10–8]-ra, annak ellenére, hogy a szuperrövidítésben már 8–4-re vezetett az amerikai páros.
További öt páros tornagyőzelmet követően 2014. január 10-én a cseh Lucie Šafářová oldalán megnyerte pályafutása hetedik WTA-tornáját az ausztráliai Sydney-ben, a döntőben a világelső Sara Errani–Roberta Vinci-kettőst legyőzve.
A 2014. évi Roland Garros vegyes páros versenyében Eric Butorac oldalán az elődöntőig menetelt, ahol a versenyen 8. kiemelt Julia Görges–Nenad Zimonjić-kettőstől kaptak ki 6–2, 6–2 arányban. A 2014-es wimbledoni teniszbajnokságon Kristina Mladenovic párjaként döntőt játszott női párosban, ahol alulmaradtak az olasz Sara Errani–Roberta Vinci–kettőssel szemben.
2016. április 4-én a 39. helyen állt a WTA világranglistáján, ami pályafutása addigi legjobb eredménye volt. Május 11-én, a római salakpályás tenisztorna 2. fordulójában szetthátrányból fordítva legyőzte Venus Williamset 6-7, 7-5, 6-4-re. A 2016-os wimbledoni teniszbajnokságon a párosok versenyén Jaroszlava Svedova partnereként a döntőbe jutott, ott azonban a Serena Williams, Venus Williams páros jobbnak bizonyult náluk. Az olimpiai előtti héten a döntőig jutott Florianópolisban. Ranglista helyezésének köszönhetően 2016-ban részt vehet élete második olimpiai versenyén is. Ott már az első körben búcsúzott a kétszeres wimbledoni bajnok Petra Kvitová 6-1, 6-2-re jobbnak bizonyult nála. Párosban Jani Rékával az oldalán szintén már az első fordulóban búcsúztak. Az olimpiát követően a Premier 5 kategóriájú Cincinnati Masters tornán a negyeddöntőig jutott, ahol Garbiñe Muguruza ütötte el a továbbjutástól. A US Openen legjobb Grand Slam-torneredményét elérve a 3. körben búcsúzott Simona Haleptől elszenvedett veresége után. 2016. szeptember 19-én érte el eddigi legjobb világranglista helyezését, amikor a 25. helyen állt. Az évet a 26. helyen zárta.
A 2017-es év egyéniben rosszul indult, mivel az első öt versenye mindegyikén az első fordulóban búcsúzni kényszerült, februárban azonban megnyerte a Hungarian Ladies Opent. Áprilisban még negyeddöntőt játszott Monterreyben, ezután azonban a következő 14 tornán nem jutott túl a 2. körön, és a világranglistán a 63. helyig esett vissza. Formája javulását mutatta, hogy a US Openen a 2. körben csak szoros mérkőzésen három szettben kapott ki Marija Sarapovától, majd a következő versenyén Québecben a döntőig jutott. Párosban eredményesebben szerepelt, januárban megnyerte a Premier kategóriájú tornát Sydney-ben, májusban megnyerte a Morocco Opent, egy hétre rá döntőt játszott a Premier Mandatory kategóriájú madridi versenyen. Andrea Hlaváčkovával párban szeptemberben tornát nyert Québecben és Taskentben, októberben  a Kreml Kupa páros versenyét is megnyerték, ezzel 2015 és 2016 után harmadszor is indulhatott az év végi világbajnokságon. Az évet a 2017-es WTA Finals, a WTA világbajnokságának számító torna megnyerésével zárták. Ezzel ő lett az első magyar, aki ezt a címet elérte.

#### 2018: Az első Grand Slam-tornagyőzelem párosban
A 2018-as Australian Openen az első fordulóban megszerezte első Top10 játékos elleni győzelmét, amikor a világranglista 9. helyezettje, Coco Vandeweghe ellen 7–6(4), 6–2 arányban győzött. Ezt követően a második fordulóban a világranglistán 39. helyezett Carla Suárez Navarróval találkozott, akitől háromszettes (4-6, 6-2, 2-6) vereséget szenvedett. Párosban a francia Kristina Mladenoviccsal a negyeddöntőben legyőzték az első kiemelt Latisha Chan–Andrea Sestini Hlaváčková kettőst, az elődöntőben a többszörös Grand Slam-tornagyőztes Hszie Su-vej–Peng Suaj párost, majd a döntőben az orosz Jekatyerina Makarova–Jelena Vesznyina páros ellen 6–4, 6–3-ra győztek, ezzel megszerezte első felnőtt Grand Slam-tornagyőzelmét. Ezzel ő lett az első magyar felnőtt Australian Open tornagyőztes. Vegyes párosban is a döntőbe jutott, itt azonban 6–2, 4–6, [9–11] arányban vereséget szenvedett a bajnoki címet ezzel megszerző Gabriela Dabrowski–Mate Pavić kanadai-horvát kettőstől.
Egy héttel később egyéniben tornagyőzelmet szerzett, és párosban is az elődöntőig jutott a Taiwan Openen.
A 2018-as US Openen első magyar teniszezőként bejutott Kristina Mladenoviccsal a női páros döntőjébe, azonban ott drámai csatában 3–6, 7–6(2), 7–6(6) arányban kikaptak az Ashleigh Barty–Coco Vandeweghe kettőstől.
A 2018-as páros világbajnokságot Mladenoviccsal a Barbora Krejčíková–Kateřina Siniaková kettős ellen védte meg, miután két játszmában, 6–4, 7–5-re megnyerték a döntőt.

#### A páros világranglista élén
2018. július 16-án a magyar teniszsport történetében első magyarként a páros világranglista élére került.

2014-től 2018 szeptemberéig Thomas Drouet irányította a szakmai munkáját. 2019 nyarától 2020 októberéig Mike Joyce volt az edzője. Ezt követően 2021 márciusáig ismét Thomas Drouet volt a trénere.
2021. június 16-án bejelentette, hogy csípősérülése miatt kihagyja a tokiói olimpiát.

### Grand Slam döntői

#### Páros

##### Győzelmek (4)
| Év   | Bajnokság       | Borítás | Partner             | Ellenfél                              | Eredmény |
| ---- | --------------- | ------- | ------------------- | ------------------------------------- | -------- |
| 2018 | Australian Open | Kemény  | Kristina Mladenovic | Jekatyerina Makarova Jelena Vesznyina | 6–4, 6–3 |
| 2019 | Roland Garros   | Salak   | Kristina Mladenovic | Tuan Jing-jing Cseng Szaj-szaj        | 6–2, 6–3 |
| 2020 | Australian Open | Kemény  | Kristina Mladenovic | Hszie Su-vej Barbora Strýcová         | 6–2, 6–1 |
| 2020 | Roland Garros   | Salak   | Kristina Mladenovic | Alexa Guarachi Desirae Krawczyk       | 6-4, 7-5 |

##### Elveszített döntők (4)
| Év   | Bajnokság       | Borítás | Partner             | Ellenfél                       | Eredmény            |
| ---- | --------------- | ------- | ------------------- | ------------------------------ | ------------------- |
| 2014 | Wimbledon       | Fű      | Kristina Mladenovic | Sara Errani Roberta Vinci      | 1–6, 3–6            |
| 2016 | Wimbledon       | Fű      | Jaroszlava Svedova  | Serena Williams Venus Williams | 3–6, 4–6            |
| 2018 | US Open         | Kemény  | Kristina Mladenovic | Ashleigh Barty Coco Vandeweghe | 6–3, 6–7(2), 6–7(6) |
| 2019 | Australian Open | Kemény  | Kristina Mladenovic | Samantha Stosur Csang Suaj     | 3–6, 4–6            |

#### Vegyes páros

##### Elveszített döntők (2)
| Év   | Bajnokság       | Borítás | Partner        | Ellenfél                      | Eredmény         |
| ---- | --------------- | ------- | -------------- | ----------------------------- | ---------------- |
| 2015 | Wimbledon       | Fű      | Alexander Peya | Lijendar Pedzs Martina Hingis | 1–6, 1–6         |
| 2018 | Australian Open | Kemény  | Róhan Bópanna  | Gabriela Dabrowski Mate Pavić | 6–2, 4–6, [9–11] |

## WTA-döntői

### Egyéni

#### Győzelmei (3)
| Összesítés           |                        |
| Grand Slam-torna (0) |                        |
| Tier I (0)           | Premier Mandatory* (0) |
| Tier II (0)          | Premier Five* (0)      |
| Tier III (0)         | Premier* (0)           |
| Tier IV (0)          | International* (3)     |
| Tier V (0)           | Challenger* (0)        |

* 2009-től megváltozott a tornák rendszere. Challenger tornákat 2012-től rendeznek.
 Az egymás mellett azonos színnel jelölt tornatípusok között nincs teljes mértékű megfelelés.
| No. | Dátum             | Helyszín                            | Borítás    | Ellenfél a döntőben | Eredmény a döntőben | Eredmény a döntőben |
| 1.  | 2012. február 26. | Whirlpool Monterrey Open, Monterrey | Kemény     | Alexandra Cadanțu   | 6–4, 6–4            | (részletek)         |
| 2.  | 2017. február 26. | Hungarian Ladies Open, Budapest     | Kemény (f) | Lucie Šafářová      | 6–7(4), 6–4, 6–3    | (részletek)         |
| 3.  | 2018. február 4.  | Taiwan Open, Tajvan                 | Kemény (f) | Katerina Kozlova    | 7–5, 6–1            |                     |

#### Elveszített döntői (5)
| No. | Dátum                | Helyszín                       | Borítás     | Ellenfél a döntőben | Eredmény a döntőben | Eredmény a döntőben |
| 1.  | 2015. május 2.       | WTA Marrakesch, Marrákes       | Salak       | Elina Szvitolina    | 5–7, 6–7(3)         |                     |
| 2.  | 2016. augusztus 5.   | WTA Brasil Open, Florianópolis | Kemény      | Irina-Camelia Begu  | 6–2, 4–6, 3–6       |                     |
| 3.  | 2017. szeptember 17. | Tournoi de Quebec, Québec      | Szőnyeg (f) | Alison Van Uytvanck | 7–5, 4–6, 1–6       |                     |
| 4.  | 2017. szeptember 30. | Tashkent Open, Taskent         | Kemény      | Katerina Bondarenko | 4–6, 4–6            |                     |
| 5.  | 2018. április 8.     | Monterrey Open, Monterrey      | Kemény      | Garbiñe Muguruza    | 6–3, 4–6, 3–6       |                     |

### Páros

#### Győzelmei (27)
| Összesítés            |                              |
| Grand Slam-torna (4)  |                              |
| Premier Mandatory (0) | WTA 1000 (kötelező)* (0)     |
| Premier Five (2)      | WTA 1000 (nem kötelező)* (0) |
| Premier (4)           | WTA 500* (2)                 |
| International (11)    | WTA 250* (1)                 |
| WTA Finals (3)        |                              |

*2021-től megváltozott a tornák kategóriáinak elnevezése.
|     | Dátum                | Torna                                                 | Borítás     | Partner                     | Ellenfelek a döntőben                 | Eredmény a döntőben | Eredmény a döntőben |
| 1.  | 2012. június 17.     | AEGON Classic, Birmingham                             | Fű          | Hszie Su-vej                | Liezel Huber Lisa Raymond             | 7–5, 6–7(2), [10–8] | (részletek)         |
| 2.  | 2013. február 23.    | Copa Colsanitas, Bogotá                               | Salak       | Mandy Minella               | Eva Birnerová Alekszandra Panova      | 6–4, 6–3            | (részletek)         |
| 3.  | 2013. április 1.     | Abierto Monterrey, Monterrey                          | Kemény      | Date Kimiko                 | Eva Birnerová Tamarine Tanasugarn     | 6–1, 6–4            | (részletek)         |
| 4.  | 2013. április 22.    | Grand Prix de SAR La Princesse Lalla Meryem, Marrákes | Salak       | Mandy Minella               | Petra Martić Kristina Mladenovic      | 6–3, 6–1            | (részletek)         |
| 5.  | 2013. szeptember 14. | Tashkent Open, Taskent                                | Kemény      | Jaroszlava Svedova          | Volha Havarcova Mandy Minella         | 6–3, 6–3            |                     |
| 6.  | 2014. január 10.     | Apia International, Sydney                            | Kemény      | Lucie Šafářová              | Sara Errani Roberta Vinci             | 7–5, 3–6, [10–7]    |                     |
| 7.  | 2014. április 20.    | Malaysian Open, Kuala Lumpur                          | Kemény      | Csan Hao-csing              | Csan Jung-zsan Cseng Szaj-szaj        | 6–3, 6–4            |                     |
| 8.  | 2015. február 21.    | WTA Dubai, Dubaj                                      | Kemény      | Kristina Mladenovic         | Garbiñe Muguruza C. Suárez Navarro    | 6–3, 6–2            |                     |
| 9.  | 2015. május 1.       | WTA Marrakesch, Marrákes                              | Salak       | Kristina Mladenovic         | Laura Siegemund Marina Zanyevszka     | 6–1, 7–6(5)         |                     |
| 10. | 2015. május 17.      | Rome Masters, Róma                                    | Salak       | Kristina Mladenovic         | Martina Hingis Szánija Mirza          | 6–4, 6–3            |                     |
| 11. | 2017. január 13.     | Apia International Sydney, Sydney                     | Kemény      | Anasztaszija Pavljucsenkova | Szánija Mirza Barbora Strýcová        | 6–4, 6–4            |                     |
| 12. | 2017. május 5.       | WTA Rabat, Rabat                                      | Salak       | Andrea Hlaváčková           | Nina Stojanović Maryna Zanevska       | 2-6, 6-3, [10-5]    |                     |
| 13. | 2017. szeptember 17. | Tournoi de Quebec, Québec                             | Szőnyeg (f) | Andrea Hlaváčková           | Bianca Andreescu Carson Branstine     | 6-3, 6-1            |                     |
| 14. | 2017. szeptember 30. | Tashkent Open, Taskent                                | Kemény      | Andrea Hlaváčková           | Hibino Nao Okszana Kalasnikova        | 7–5, 6–4            |                     |
| 15. | 2017. október 20.    | Kreml Kupa, Moszkva                                   | Kemény (f)  | Andrea Hlaváčková           | Nicole Melichar Anna Smith            | 6–2, 3–6, [10-3]    |                     |
| 16. | 2017. október 29.    | WTA Finals, Szingapúr                                 | Kemény (f)  | Andrea Hlaváčková           | Kiki Bertens Johanna Larsson          | 4–6, 6–4, [10-5]    | részletek           |
| 17. | 2018. január 26.     | Australian Open, Melbourne                            | Kemény      | Kristina Mladenovic         | J. Makarova Jelena Vesznyina          | 6–4, 6–3            | részletek           |
| 18. | 2018. június 24.     | Birmingham Classic, Birmingham                        | Fű          | Kristina Mladenovic         | Elise Mertens Demi Schuurs            | 4–6, 6–3, [10–8]    |                     |
| 19. | 2018. október 28.    | WTA Finals, Szingapúr                                 | Kemény (f)  | Kristina Mladenovic         | Barbora Krejčíková Kateřina Siniaková | 6–4, 7–5            | részletek           |
| 20. | 2019. április 28.    | Istanbul Cup, Isztambul                               | Salak       | Kristina Mladenovic         | Alexa Guarachi Sabrina Santamaria     | 6–1, 6–0            |                     |
| 21. | 2019. június 9.      | Roland Garros, Párizs                                 | Salak       | Kristina Mladenovic         | Tuan Jing-jing Cseng Szaj-szaj        | 6–2, 6–3            | részletek           |
| 22. | 2019. november 3.    | WTA Finals, Sencsen                                   | Kemény (f)  | Kristina Mladenovic         | Hszie Su-vej Barbora Strýcová         | 6–1, 6–3            | részletek           |
| 23. | 2020. január 31.     | Australian Open, Melbourne                            | Kemény      | Kristina Mladenovic         | Hszie Su-vej Barbora Strýcová         | 6–2, 6–1            | részletek           |
| 24. | 2020. október 11.    | Roland Garros, Párizs                                 | Salak       | Kristina Mladenovic         | Alexa Guarachi Desirae Krawczyk       | 6–4, 7–5            | részletek           |
| 25. | 2024. április 21.    | Open de Rouen, Rouen                                  | Salak (f)   | Irina Hromacsova            | Naiktha Bains Maia Lumsden            | 6–3, 6–4            |                     |
| 26. | 2025. február 2.     | Linz Open, Linz                                       | Kemény (f)  | Luisa Stefani               | Ljudmila Kicsenok Nagyija Kicsenok    | 3–6, 7–5, [10–4]    |                     |
| 27. | 2025. május 24.      | Internationaux de Strasbourg, Strasbourg              | Salak       | Luisa Stefani               | Kuo Han-jü Nicole Melichar-Martinez   | 6–3, 6–7(3), [10–7] |                     |

#### Elveszített döntői (13)
|     | Dátum               | Torna                                 | Borítás    | Partner             | Ellenfelek a döntőben                    | Eredmény a döntőben |
| 1.  | 2013. január 12.    | Moorilla Hobart International, Hobart | Kemény     | Mandy Minella       | Garbiñe Muguruza María Teresa Torró Flor | 3–6, 6–7(5)         |
| 2.  | 2014. február 2.    | Open GDF Suez, Párizs                 | Kemény(f)  | Kristina Mladenovic | Anna-Lena Grönefeld Květa Peschke        | 7–6(7), 4–6, [5–10] |
| 3.  | 2014. április 6.    | Monterrey Open, Monterrey             | Kemény     | Olga Govorcova      | Darija Jurak Megan Moulton-Levy          | 6–7(5), 6–3, [9–11] |
| 4.  | 2014. július 5.     | Wimbledon, Wimbledon                  | Fű         | Kristina Mladenovic | Sara Errani Roberta Vinci                | 1–6, 3–6            |
| 5.  | 2014. augusztus 17. | Cincinnati Masters, Cincinnati        | Kemény     | Kristina Mladenovic | Raquel Kops-Jones Abigail Spears         | 1–6, 0–2 feladta    |
| -   | 2014. november 8.   | Open GDF Suez de Limoges, Limoges     | Kemény (f) | Kristina Mladenovic | Kateřina Siniaková Renata Voráčová       | 6–2, 2–6, [5–10]    |
| 6.  | 2016. április 3.    | Miami Open presented by Itaú, Miami   | Kemény     | Jaroszlava Svedova  | Bethanie Mattek-Sands Lucie Šafářová     | 3–6, 4–6            |
| 7.  | 2016. július 9.     | Wimbledon, Wimbledon                  | Fű         | Jaroszlava Svedova  | Serena Williams Venus Williams           | 3–6, 4–6            |
| 8.  | 2016. augusztus 4.  | WTA Brasil Open, Florianópolis        | Kemény     | Jani Réka Luca      | Ljudmila Kicsenok Nagyija Kicsenok       | 3–6, 1–6            |
| 9.  | 2017. május 13.     | Mutua Madrid Open, Madrid             | Salak      | Andrea Hlaváčková   | Csan Jung-zsan Martina Hingis            | 4–6, 3–6            |
| 10. | 2017. október 8.    | China Open, Peking                    | Kemény     | Andrea Hlaváčková   | Csan Jung-zsan Martina Hingis            | 1–6, 4–6            |
| 11. | 2017. október 8.    | Mutua Madrid Open, Madrid             | Salak      | Kristina Mladenovic | J. Makarova Jelena Vesznyina             | 6–2, 4–6, [8–10]    |
| 12. | 2018. szeptember 9. | US Open, New York                     | Kemény     | Kristina Mladenovic | Ashleigh Barty Coco Vandeweghe           | 6–3, 6–7(2), 6–7(6) |
| 13. | 2019. január 25.    | Australian Open, Melbourne            | Kemény     | Kristina Mladenovic | Samantha Stosur Csang Suaj               | 3–6, 4–6            |

## WTA 125K döntői: 8 (2–6)

### Egyéni: 2 (1–1)
| Eredmény | No. | Dátum              | Torna                             | Borítás     | Ellenfél a döntőben | Eredmény |
| -------- | --- | ------------------ | --------------------------------- | ----------- | ------------------- | -------- |
| Győztes  | 1.  | 2015. november 22. | OEC Taipei WTA Challenger, Tajpej | Szőnyeg (f) | Doi Miszaki         | 7–5, 6–3 |
| Döntős   | 2.  | 2019. november 17. | Tajpej, Tajvan                    | Szőnyeg (f) | Vitalija Gyjacsenko | 3–6, 2–6 |

### Páros: 6 (1–5)
| Eredmény | No. | Dátum               | Torna                                    | Borítás    | Partner             | Ellenfelek a döntőben                | Eredmény          |
| -------- | --- | ------------------- | ---------------------------------------- | ---------- | ------------------- | ------------------------------------ | ----------------- |
| Győztes  | 1.  | 2013. augusztus 10. | Suzhou Ladies Open, Szucsou, Kína        | Kemény     | Michaëlla Krajicek  | Han Hszin-jün Hozumi Eri             | 6–2, 6–2          |
| Döntős   | 1.  | 2014. november 8.   | Open de Limoges, Strasbourg              | Kemény (f) | Kristina Mladenovic | Kateřina Siniaková Renata Voráčová   | 6–2, 2–6, [5–10]  |
| Döntős   | 2.  | 2022. augusztus 21. | Vancouver Open, Vancouver, Kanada        | Kemény     | Angela Kulikov      | Kato Miju Asia Muhammad              | 3–6, 5–7          |
| Döntős   | 3.  | 2023. december 2.   | Andorra Open, Andorra la Vella, Andorra  | Kemény (f) | Heather Watson      | Erika Andrejeva Céline Naef          | 2–6, 1–6          |
| Döntős   | 4.  | 2024. március 30.   | Antalya Challenger, Antalya, Törökország | Salak      | Vera Zvonarjova     | Angelica Moratelli Camilla Rosatello | 3–6, 6–3, [13–15] |
| Döntős   | 5.  | 2024. április 7.    | La Bisbal d’Empordà, Spanyolország       | Salak      | Gálfi Dalma         | Miriam Kolodziejová Anna Sisková     | játék nélkül      |

## Eredményei Grand Slam-tornákon

### Egyéni
| Grand Slam | Australian Open | Australian Open       | Roland Garros  | Roland Garros       | Wimbledon      | Wimbledon          | US Open        | US Open          |
| Év         | Eredmény        | Utolsó ellenfél       | Eredmény       | Utolsó ellenfél     | Eredmény       | Utolsó ellenfél    | Eredmény       | Utolsó ellenfél  |
| 2012       | Selejtező(Q2)   | Selejtező(Q2)         | 1. kör         | Sz. Karatancseva    | 2. kör         | Nagyja Petrova     | 1. kör         | Konta Johanna    |
| 2013       | 1. kör          | Kristina Mladenovic   | Selejtező(Q2)  | Selejtező(Q2)       | 1. kör         | Mathilde Johansson | 1. kör         | Roberta Vinci    |
| 2014       | 1. kör          | A-K. Schmiedlová      | Selejtező(Q3)  | Selejtező(Q3)       | 1. kör         | Naomi Broady       | 1. kör         | Lucie Šafářová   |
| 2015       | 1. kör          | Barbora Strýcová      | 1. kör         | Angelique Kerber    | 2. kör         | Serena Williams    | 1. kör         | Samantha Stosur  |
| 2016       | 2. kör          | Belinda Bencic        | 2. kör         | Kristina Mladenovic | 2. kör         | Coco Vandeweghe    | 3. kör         | Simona Halep     |
| 2017       | 1. kör          | Nicole Gibbs          | 1. kör         | Alizé Cornet        | 1. kör         | Caroline Wozniacki | 2. kör         | Marija Sarapova  |
| 2018       | 2. kör          | C Suárez Navarro      | 1. kör         | Lara Arruabarrena   | 1. kör         | Leszja Curenko     | 1. kör         | Darja Kaszatkina |
| 2019       | 2. kör          | Sloane Stephens       | 1. kör         | Priscilla Hon       | Selejtező (Q1) | Selejtező (Q1)     | 2. kör         | Cori Gauff       |
| 2020       | 1. kör          | Iga Świątek           | 1. kör         | Ana Bogdan          | elmaradt       | elmaradt           | 1. kör         | Madison Keys     |
| 2021       | 2. kör          | Anasztaszija Potapova | Selejtező (Q2) | Selejtező (Q2)      | 1. kör         | Anna Blinkova      | –              | –                |
| 2022       | –               | –                     | –              | –                   | Selejtező (Q3) | Selejtező (Q3)     | –              | –                |
| 2023       | –               | –                     | –              | –                   | Selejtező (Q1) | Selejtező (Q1)     | Selejtező (Q2) | Selejtező (Q2)   |
| 2024       | Selejtező (Q1)  | Selejtező (Q1)        | Selejtező (Q2) | Selejtező (Q2)      |                |                    |                |                  |

### Páros
| Grand Slam | Australian Open              | Australian Open                     | Roland Garros                   | Roland Garros                      | Wimbledon                       | Wimbledon                          | US Open                         | US Open                            |
| Év         | Eredmény Partner             | Utolsó ellenfél                     | Eredmény Partner                | Utolsó ellenfél                    | Eredmény Partner                | Utolsó ellenfél                    | Eredmény Partner                | Utolsó ellenfél                    |
| 2012       | –                            | –                                   | 2. kör Hszie Su-vej             | Sara Errani Roberta Vinci          | 1. kör Alberta Brianti          | M. Kirilenko N. Petrova            | 1. kör Sloane Stephens          | J. Husárová M. Rybáriková          |
| 2013       | 1. kör Laura Robson          | A. Pavljucsenkova Lucie Šafářová    | 1. kör Mandy Minella            | Csang Suaj Cseng Csie              | 1. kör Mandy Minella            | Raluca Olaru O. Szavcsuk           | 2. kör F. Schiavone             | A-L. Grönefeld Květa Peschke       |
| 2014       | 3. kör Petra Martić          | Jarmila Gajdošová Ajla Tomljanović  | 1. kör Varvara Lepchenko        | Sara Errani Roberta Vinci          | Döntő Kristina Mladenovic       | Sara Errani Roberta Vinci          | 1. kör Kristina Mladenovic      | Serena Williams Venus Williams     |
| 2015       | 2. kör Kristina Mladenovic   | B. Mattek-Sands Lucie Šafářová      | 2. kör Kristina Mladenovic      | Daniela Hantuchová Samantha Stosur | Elődöntő Kristina Mladenovic    | J. Makarova J. Vesznyina           | 3. kör Kristina Mladenovic      | L. Arruabarrena Andreja Klepač     |
| 2016       | 2. kör Katarina Srebotnik    | Hszie Su-vej O. Kalasnikova         | 3. kör J. Svedova               | M. Gaszparjan Sz. Kuznyecova       | Döntő Jaroszlava Svedova        | Serena Williams Venus Williams     | 3. kör Jaroszlava Svedova       | Asia Muhammad Taylor Townsend      |
| 2017       | 3. kör A Pavljucsenkova      | B. Mattek-Sands Lucie Šafářová      | 2. kör Andrea Hlaváčková        | Raluca Olaru Olha Szavcsuk         | 3. kör Andrea Hlaváčková        | Sz Kuznyecova K Mladenovic         | Negyeddöntő Andrea Hlaváčková   | Szánija Mirza Peng Suaj            |
| 2018       | Győzelem Kristina Mladenovic | J Makarova J Vesznyina              | Negyeddöntő Kristina Mladenovic | Eri Hozumi Makoto Ninomiya         | Negyeddöntő Kristina Mladenovic | Alicja Rosolska Abigail Spears     | Döntő Kristina Mladenovic       | Ashleigh Barty Coco Vandeweghe     |
| 2019       | Döntő Kristina Mladenovic    | Samantha Stosur Csang Suaj          | Győzelem Kristina Mladenovic    | Tuan Jing-jing Cseng Szaj-szaj     | Elődöntő Kristina Mladenovic    | Hszie Su-vej Barbora Strýcová      | Negyeddöntő Kristina Mladenovic | Viktorija Azaranka Ashleigh Barty  |
| 2020       | Győzelem Kristina Mladenovic | Hszie Su-vej Barbora Strýcová       | Győzelem Kristina Mladenovic    | Alexa Guarachi Desirae Krawczyk    | elmaradt                        | elmaradt                           | 2. kör Kristina Mladenovic      | Gabriela Dabrowski Alison Riske    |
| 2021       | –                            | –                                   | 1. kör Vera Zvonarjova          | Petra Martić Shelby Rogers         | 1. kör Kristina Mladenovic      | Zarina Dias Arina Rodionova        | –                               | –                                  |
| 2022       | –                            | –                                   | –                               | –                                  | –                               | –                                  | –                               | –                                  |
| 2023       | 2. kör Kristina Mladenovic   | Storm Hunter Elise Mertens          | 2. kör Anna Danilina            | Csan Hao-csing Latisha Chan        | 3. kör Kirsten Flipkens         | Caroline Garcia Luisa Stefani      | 1. kör Bondár Anna              | Viktorija Fjodaravna B Haddad Maia |
| 2024       | 2. kör Bondár Anna           | Caroline Garcia Kristina Mladenovic | 1. kör Irina Hromacsova         | Sara Errani Jasmine Paolini        | Negyeddöntő Nagyija Kicsenok    | Caroline Dolehide Desirae Krawczyk | 1. kör Nagyija Kicsenok         | Sofia Kenin B Mattek-Sands         |
| 2025       | 3. kör N Melichar-Martinez   | Hszie Su-vej Jeļena Ostapenko       | 3. kör Luisa Stefani            | Kateřina Siniaková Taylor Townsend | Negyeddöntő Luisa Stefani       | Kateřina Siniaková Taylor Townsend |                                 |                                    |

## ITF-döntői
| Színjelölés          |
| -------------------- |
| $100,000 torna       |
| $75,000/80,000 torna |
| $50,000/60,000 torna |
| $25,000 torna        |
| $15,000 torna        |
| $10,000 torna        |

### Egyéni

#### Győzelmei (15)
| No. | Dátum              | Helyszín            | Borítás    | Ellenfél a döntőben  | Eredmény a döntőben |
| 1.  | 2009. május 10.    | Edinburgh           | Salak      | Naomi Broady         | 6–4, 6–7(3), 7–6(8) |
| 2.  | 2009. november 8.  | Sunderland          | Kemény (f) | Matea Mezak          | 7–6(2), 6–4         |
| 3.  | 2010. május 9.     | Edinburgh           | Salak      | Tara Moore           | 6–2, 6–2            |
| 4.  | 2010. július 17.   | Woking              | Kemény     | Katie O’Brien        | 7–5, 6–4            |
| 5.  | 2010. december 5.  | Bendigo             | Kemény     | Elica Kosztova       | 3–6, 6–3, 7–5       |
| 6.  | 2011. június 18.   | Asztana             | Kemény     | Tadeja Majerič       | 6–0, 6–2            |
| 7.  | 2011. július 3.    | Stuttgart-Vaihingen | Salak      | Korina Perkovic      | 1–6, 6–2, 6–3       |
| 8.  | 2011. október 30.  | Saguenay            | Kemény (f) | Julia Boserup        | 7–6(7), 6–3         |
| 9.  | 2011. november 27. | Helsinki            | Kemény (f) | Jana Čepelová        | 6–3, 6–1            |
| 10. | 2013. május 11.    | Johannesburg        | Kemény     | Chanel Simmonds      | 6–7(3), 6–4, 6–1    |
| 11. | 2014. április 28.  | Gifu                | Kemény     | Jekatyerina Bicskova | 6–1, 6–2            |
| 12. | 2014. október 20.  | Poitiers            | Kemény(f)  | Océane Dodin         | 6–3, 4–6, 7–5       |
| 13. | 2023. április 9.   | Jackson             | Salak      | Whitney Osuigwe      | 7–5, 7–5            |
| 14. | 2023. április 23.  | Jackson             | Salak      | Marija Tyimofejeva   | 6–4, 6–1            |
| 15. | 2023. május 7.     | Jackson             | Salak      | Raluca Șerban        | 6–4, 5–7, 7–6(5)    |

#### Elveszített döntői (10)
| No. | Dátum             | Torna                             | Borítás    | Ellenfél           | Eredmény          |
| --- | ----------------- | --------------------------------- | ---------- | ------------------ | ----------------- |
| 1.  | 2009. április 27. | Bournemouth, Egyesült Királyság   | Salak      | Svenja Weidemann   | 6–4, 3–6, 4–6     |
| 2.  | 2009. július 6.   | Felixstowe, United Kingdom        | Fű         | Anna Smith         | 5–7, 6–3, 4–6     |
| 3.  | 2009. november 9. | Jersey, United Kingdom            | Kemény     | Matea Mezak        | 2–6, 3–6          |
| 4.  | 2010. június 7.   | Budapest, Magyarország            | Salak      | Mathilde Johansson | 7–6(4), 1–6, 0–6  |
| 5.  | 2012. január 2.   | Csüancsou, Kína                   | Hard       | Date Kimiko        | 3–6, 3–6          |
| 6.  | 2013. július 29.  | Doneck, Ukrajna                   | Kemény     | Elina Szvitolina   | 6–3, 2–6, 6–7(9)  |
| 7.  | 2013. október 28. | Toronto, Kanada                   | Kemény (f) | Victoria Duval     | 5–7, visszalépett |
| 8.  | 2019. június 22.  | Ilkley, Egyesült Királyság        | Fű         | Monica Niculescu   | 2–6, 6–4, 3–6     |
| 9.  | 2021. október 24. | Hamburg, Németország              | Kemény (f) | Antonia Ružić      | 2–6, 1–4, feladta |
| 10. | 2023. március 19. | Pretoria, Dél-afrikai Köztársaság | Kemény     | Alina Kornyeeva    | 3–6, 6–7(3)       |

### Páros
| Színjelölés          |
| -------------------- |
| $100,000 torna       |
| $75,000/80,000 torna |
| $50,000/60,000 torna |
| $25,000 torna        |
| $15,000 torna        |
| $10,000 torna        |

#### Győzelmei (14)
| No. | Dátum               | Helyszín       | Borítás    | Partner             | Ellenfelek a döntőben                     | Eredmény a döntőben |
| 1.  | 2009. május 3.      | Bournemouth    | Salak      | Stephanie Cornish   | Elixane Lechemia Alizé Lim                | visszaléptek        |
| 2.  | 2010. július 17.    | Woking         | Kemény     | Emma Laine          | Jocelyn Rae Emelyn Starr                  | 6–2, 6–2            |
| 3.  | 2010. november 21.  | Wellington     | Kemény     | Tammi Patterson     | Jarmila Groth Jade Hopper                 | 6–3, 6–2            |
| 4.  | 2010. november 28.  | Traralgon      | Kemény     | Melanie South       | Jarmila Groth Jade Hopper                 | 6–3, 6–2            |
| 5.  | 2010. december 5.   | Bendigo        | Kemény     | Melanie South       | Jarmila Groth Jade Hopper                 | 6–3, 6–2            |
| 6.  | 2011. március 13.   | Irapuato       | Kemény     | Konta Johanna       | Macall Harkins Nicole Rottmann            | 6–3, 6–4            |
| 7.  | 2011. március 27.   | Bath           | Kemény (f) | Anne Kremer         | Marta Domachowska Katarzyna Piter         | 7–6(5), 6–2         |
| 8.  | 2011. július 24.    | A Coruña       | Kemény     | Victoria Larrière   | Leticia Costas-Moreira Inés Ferrer Suárez | 7–5, 6–3            |
| 9.  | 2011. október 30.   | Saguenay       | Kemény (f) | Jessica Pegula      | Gabriela Dabrowski Marie-Ève Pelletier    | 6–4, 6–3            |
| 10. | 2022. május 8.      | Bonita Springs | Salak      | Hibino Nao          | Volha Havarcova Katarzyna Kawa            | 6–4, 3–6, [10–7]    |
| 11. | 2022. november 6.   | Barranquilla   | Salak      | Katerina Volodko    | Carolina Alves Valerija Sztrahova         | 3–6, 7–5, [10–7]    |
| 12. | 2022. december 11.  | Dubaj          | Kemény     | Kristina Mladenovic | Magdalena Fręch Katerina Volodko          | 6–1, 6–3            |
| 13. | 2023. augusztus 12. | Maspalomas     | Salak      | Bondár Anna         | Leyre Romero Gormaz Arantxa Rus           | 6–4, 3–6, [10–4]    |
| 14. | 2023. december 10.  | Dubaj          | Kemény     | Vera Zvonarjova     | Olivia Nicholls Heather Watson            | 6–1, 2–6, [10–7]    |

#### Elveszített döntői (12)
| No. | Dátum                | Helyszín                          | Borítás    | Partner               | Ellenfelek a döntőben                   | Eredmény a döntőben |
| 1.  | 2009. november 9.    | Jersey, Egyesült Királyság        | Kemény     | Malou Ejdesgaard      | Kiki Bertens Daniëlle Harmsen           | 5–7, 5–7            |
| 2.  | 2010. február 1.     | Burnie, Ausztrália                | Kemény     | Anna Arina Marenko    | Jessica Moore Arina Rodionova           | 2–6, 4–6            |
| 3.  | 2010. május 3.       | Edinburgh, Egyesült Királyság     | Salak      | Tara Moore            | Amanda Elliott Jocelyn Rae              | 6–7(5), 4–6         |
| 4.  | 2010. november 1.    | Kalgoorlie, Ausztrália            | Kemény     | Monika Wejnert        | Daniella Dominikovic Jessica Moore      | 4–6, 6–2, [6–10]    |
| 5.  | 2011. június 26.     | Kristinehamn, Svédország          | Salak      | Ksenia Lykina         | Mervana Jugić-Salkić Emma Laine         | 4–6, 4–6            |
| 6.  | 2011. szeptember 18. | Mestre, Olaszország               | Salak      | Magda Linette         | Valentyina Ivahnyenko Marina Melnyikova | 4–6, 5–7            |
| 7.  | 2011. november 6.    | Toronto, Canada                   | Kemény (f) | Jessica Pegula        | Gabriela Dabrowski Marie-Ève Pelletier  | 5–7, 7–6(5), [4–10] |
| 8.  | 2011. november 27.   | Helsinki, Finnország              | Kemény (f) | Irina Burjacsok       | Janette Husárová Emma Laine             | 7–5, 5–7, [9–11]    |
| 9.  | 2022. április 2.     | Pretoria, Dél-Afrikai Köztársaság | Kemény     | Valerija Szavinih     | Eudice Chong Cody Wong Hong-yi          | 5–7, 7–5, [11–13]   |
| 10. | 2022. július 3.      | Charleston, Egyesült Államok      | Salak      | Marcela Zacarías      | Alycia Parks Sachia Vickery             | 4–6, 7–5, [5–10]    |
| 11. | 2023. március 11.    | Pretoria, Dél-afrikai Köztársaság | Kemény     | Georgina García Pérez | Emina Bektas Lina Glushko               | 3–6, 6–4, [11–13]   |
| 12. | 2023. október 22.    | Sencsen, Kína                     | Kemény     | Katerina Volodko      | Kristina Mladenovic Moyuka Uchijima     | 2–6, 5–7            |

## Év végi világranglista-helyezései
| Év     | 2009 | 2010 | 2011 | 2012 | 2013 | 2014 | 2015 | 2016 | 2017 | 2018 | 2019 | 2020 | 2021 | 2022 | 2023 | 2024 |
| Egyéni | 700. | 329. | 153. | 64.  | 88.  | 99.  | 85.  | 26.  | 57.  | 61.  | 104. | 115. | 161. | 319. | 177. | 333. |
| Páros  | 671. | 406. | 145. | 90.  | 45.  | 21.  | 11.  | 15.  | 7.   | 3.   | 3.   | 4.   | 25.  | 92.  | 63.  | 55.  |

## Díjai, elismerései
- Az év magyar teniszezője (2012, 2013, 2014, 2015,[38] 2016,[39] 2017,[40] 2018,[41] 2019,[42] 2020[43])
- Civitas Fidelissima díj (Sopron város díja) (2017)[44]
- A Magyar Érdemrend lovagkeresztje (2018)[45]
- Budapest díszpolgára (2018)[46]
- Sopron díszpolgára (2019)[47]
- WTA Doubles Team of the Year, "Az év párosa" (Kristina Mladenoviccsal) (2019)[48]
- Az ITF világbajnoka párosban (Kristina Mladenoviccsal) (2019)[49]
- Az év csapata (egyéni sportágban) Kristina Mladenoviccsal (2019, 2020)[50][51]